# 第332步兵師 (德國國防軍)
德國國防軍陸軍第332步兵師（德語：332. Infanterie-Division）是納粹德國國防軍陸軍的一個步兵師。該師於1940年11月組建。
該師組建後，在法國駐紮。1943年初，該師調往東線，此後一直在當地作戰。
該師最後於1943年9月解散，其殘部歸入其他部隊。

## 註腳
1. ↑  Mitcham（2007年）